# Os lacrimal
L'unguis o os lacrimal és un os laminar de forma quadrilàtera, parió, situat a la part inferior i interna de cadascuna de les òrbites.

## Anatomia
Es troba en la part anterior de la cara interna de l'òrbita ocular, entre l'os maxil·lar superior, frontal i l'etmoide. S'articula, a més, amb el cornet inferior.
La cara externa presenta una cresta vertical o cresta lacrimal posterior, que s'acaba inferiorment per una apòfisi en forma de ganxo (hamulus lagrimalis). Aquesta apòfisi integra l'orifici superior del conducte nasal.
La cara externa està dividida en dues porcions per la cresta lacrimal. La posterior és plana i es continua amb la làmina papiràcia de l'etmoide, mentre l'anterior és acanalada i contribueix a formar el canal lacrimonasal. L'esmentada cresta serveix d'inserció al tendó reflex del múscul orbicular de les parpelles.